# Княжевац (община)
Княжевац (серб. Књажевац) — община в Сербии, входит в Заечарский округ.
Население общины составляет 33 684 человека (2007 год), плотность населения составляет 28 чел./км². Занимаемая площадь — 1202 км², из них 57,6 % используется в промышленных целях.
Административный центр общины — город Княжевац. Община Княжевац состоит из 86 населённых пунктов, средняя площадь населённого пункта — 14,0 км².

## Статистика населения общины
| Год  | Население, чел. |
| ---- | --------------- |
| 1991 | 43 300          |
| 2001 | 37 652          |
| 2002 | 36 998          |
| 2003 | 36 372          |
| 2004 | 35 744          |
| 2005 | 35 047          |
| 2006 | 34 345          |
| 2007 | 33 684          |